# Alexandre l'Athénien
Pour les articles homonymes, voir Alexandre.
Alexandre l'Athénien (en grec ancien : Ἀλέξανδρος) est un peintre athénien du Ier siècle.

## Biographie
Alexandre l'Athénien est un peintre athénien connu pour avoir signé une peinture à l'encaustique sur marbre, Les Joueuses d'osselets, découverte à Herculanum (musée archéologique national de Naples). Mesurant 420 × 400 cm, elle représente au premier plan accroupie Hilaera et Aglaé jouant aux osselets. À l'arrière-plan, debout, Phœbé tente de réconcilier sa fille Latone avec Niobé.
Les Joueuses d'osselets est une peinture découverte dans la maison de Neptune et d'Amphitrite (Casa di Nettuno e Anfitrite (it)) d'Herculanum.